# Horoșîne, Semenivka
Horoșîne (în ucraineană Горошине) este localitatea de reședință a comunei Horoșîne din raionul Semenivka, regiunea Poltava, Ucraina.

## Demografie
Componența lingvistică a localității Horoșîne
     Ucraineană (97,71%)
     Rusă (1,33%)
Conform recensământului din 2001, majoritatea populației localității Horoșîne era vorbitoare de ucraineană (97,71%), existând în minoritate și vorbitori de rusă (1,33%).